# Alain Brézault
Alain Brézault alias Alain Bréal, est un écrivain et scénariste de bande dessinée français né à Lamagistère (Tarn-et-Garonne) le 2 mars 1944 et mort à Bruxelles (Belgique) le 17 mars 2019.

## Biographie
Après avoir passé son enfance au Congo puis son adolescence à Tahiti, Alain Brézault fait des études de sociologie à Paris. Il devient par la suite consultant en communication multimédia et coopération socio-culturelle avec les pays du Sud. Puis il revient vivre en Afrique et se lance dans l'écriture de polars.
En 1985, il s'attaque au neuvième art en adaptant en bande dessinée son roman Quand les flamboyants fleurissent, les blancs dépérissent et en le scénarisant avec le concours de Gérard Clavreuil et également du dessinateur Salia. En 1989, il est l'auteur, en duo avec Gérard Clavreuil, d'un ouvrage de référence sur le Congo, intitulé Conversations Congolaises paru chez L'Harmattan. 
Dans la deuxième partie de sa vie, il s'installe en Belgique. Il décède à son domicile de Bruxelles le 17 mars 2019.

## Publications

### Romans ou essais
- Les Encerclés, Éd. Balland, 1972
- Appelez-moi Aristote Magister, Éd. Balland 1973
- Quand les flamboyants fleurissent, les blancs dépérissent (sous le pseudonyme d'Alain Bréal), avec Gérard Clavreuil, Rochevignes, 1985
- J'écris... À qui ? Comment ? (sous le pseudonyme d'Alain Bréal), Encyclopédie pratique pour l'Afrique, Nathan Afrique, 1986
- Je sais parler en public (sous le pseudonyme d'Alain Bréal), Encyclopédie pratique pour l'Afrique, Nathan Afrique, 1987
- Missions, en Afrique, avec Gérard Clavreuil, Éditions Autrement, 1987
- Comment devenir chanteur, Éd.RMC, 1988
- Conversations Congolaises, avec Gérard Clavreuil, L'Harmattan, 1989
- La noce des blancs cassés, Fayard, 2009[3],[4]
- La ville incertaine, Éditions Édilivre, 2015
- Aube Rouge, De Varly Éditions, 2017

### Monographies
- Bamako - Cotonou - Carnet de voyage, avec Jean-Denis Pendanx (illustrations), Éditions Charrette, 2001

### Bandes dessinées

#### Scénarios
- Quand les flamboyants fleurissent, les blancs dépérissent (2 volumes), adaptation du roman éponyme, avec Salia (dessins) et Gérard Clavreuil (adaptation), L'Harmattan, 1985
- Les Corruptibles (adaptation du roman La noce des blancs cassés), avec Jean-Denis Pendanx (dessins), Glénat :

1. Bonne arrivée patron, 2002[5],[6].
2. Zig-Zag, 2003.
3. Loopings, 2004.

#### Divers
- Congo 50, ouvrage collectif (coordination du projet), Africalia-Roularta Books, 2010[7],[8].